# Канарниця
Канарниця (Culicicapa) — рід горобцеподібних птахів родини Stenostiridae. Містить два види.

## Таксономія
Традиційно, канарниці належали до родини мухоловкових (Muscicapidae). Лише у 2009 році, за результатами молекулярного аналізу, рід перенесли у родину Stenostiridae.

## Поширення
Канарниці поширені в Південній та Південно-Східній Азії.

## Опис
Дрібні птахи, завдовжки до 13 см. Оперення жовтого, оливкового тв сірого кольорів. Дзьоб тонкий на кінчику, але широкий і плоский при основі.

## Спосіб життя
Живуть у дощових лісах. Живляться комахами. Гнізда облаштовують у дуплах.

## Види
- Канарниця сіроголова (Culicicapa ceylonensis)
- Канарниця золотиста (Culicicapa helianthea)